# Петер Беренс
Петер Беренс (Хамбург, 14. април 1868 — Берлин, 27. фебруар 1940) је био немачки архитекта, сликар, дизајнер и типограф. Посебно је познат као саоснивач Дојчер веркбунда.
Био је професор архитектуре у Диселдорфу, Бечу и Берлину. Заступао је принцип да архитектонски облик појединог објекта мора произлазити из његове намене, и по томе је један од зачетника функционализма у архитектури. Изградио је многе фабричке зграде.

## Живот и дело
Петер Беренс родио се 14. априла 1868. године као син економа Петера Беренса и домаћице Луисе Маргарете Бурмајстер у Хамбургу предграђу Ст. Георг. Након завршетка ђачког доба студирао је сликарство у родном Хамбургу, такође у Диселдорфу и у Карлсруеу од године 1886. до 1889. Године 1889, са пунолетством добио је наследство од 300.000 марака и оженио са Лили Крамер и скупа су се преселили у Минхен 1887.г.скупа су имали троје деце. Најпре је радио као сликар, илустратор и књиговезац. Често се задржавао у друштву људи чешког порекла и интересовао се за људска мишљења у контексту промене мишљења на свет и мишљења новим начинима. Године 1890, Бернс је примио позив великог војводе Ернста Лудвига Хеског и постао је други члан основане уметничке групе Дармштат артист колони, где је Бернс себи поставио кућу и предлочио сву опрему рачунајући намештај, текстил и керамику па и слике и светлећа тела. Градња ове куће је постала преломни моменат у животу одустао је од Југендстила, напустио је кругове минхенских уметника и кренуо на путеве примењене уметности, дизајна и функционалистичког стила.
У години 1903, био је Бернс именован за декана уметничке Кунствербесхуле школе у Диселдорфу и напустио је Дармштат где је завео успешне реформе у погледу на изучаване предмете, и заједно са осталим професорима (Хермен Мутхесиус, Теодор Фишер, Јосеф Хофман, Јосеф Марија Олбрихт, Бруно Паул, Рицхард Римерсхрит Фриц Шумахер) као и других 12 људи основао (Веренигте Веркстадте фир кунст ин хандверк) „Савез радњи за уметност и занатство“ који је био инспирисан покретом Артс унд крафтс у Енглескојиако су разлози за његов настанак били засновани на платформи савременог мишљења. Имали су на уму да стварају за привреду као и промену структуре из класичног модела социјалних слојева на једнородно друштво и на тај начин препородити уметност и друштво.
У 1907. години је АЕГ („Алгемајне Електроник Геселшафт“) је најмило Беренса као уметничког консултанта. Створио је друштву логотип, дизајн продуката, односе са јавношћу, начин презентације итд. И тако се сматра да је био први дизајнер у индустрији на свету. Никада није био запослен у АЕГ-у и увек је деловао као слободни саветник. Може се сматрати да је био оснивач брандинга и први брандингменаџер. Године 1910. је пројектовао фабрику на турбине за АЕГ. Од године 1907. су се у његовом тиму појавили архитекти Мис ван дер Рое, Харлес-Едвард Жанерет- Грис познат као Ле Корбизије и Валтер Гропијус (који је касније био оснивач и вођа Баухауса).
Године 1922. је примио позив да предаје на Академији уметности у Бечу а 1936. године после смрти Ханс Пелцига је Беренс постао декан на факултету архитектуре Пруске академије у Берлину.
Петер Беренс је био парадоксалном личношћу за време трајања трећег рајха када је остао на месту декана у Берлину. Беренс је био водећом личношћу промене пиомања архитектуре и дизејна на прелому столећа. Био је главни градитељ фабрика и административних зграда од челика и стакла и опека, Алберт Спенсер га је уздизао као међународно уздизаног и славног и под овим условима се нацистима иако би то били волели непријатно било у било ком смислу га ограничавати или изоловати. Петер Беренс је био пионир свега што се урадило и радило у првој половини 20. века и његове су се мисли прошириле по целом свету помоћу његових студената и што можемо захвалити и Валтер Гропијусу, Лудвигу Мис ван дер Рое и Ле Корбизијеу. Концепт идентитета фирме се раширио и у друга друштва као у Браун и Мц. Доналдс.
Године 1925, позвао га је његов бивши ученик Лудвиг Мис ван дер Рое, заједно са многим водећим немачким архитектима који су радили у новом стилу, да пројектује стамбену зграду у Штутгарту, у развоју сада познатом као Вајсенхоф. Његов допринос је био скуп станова у наслаганим кубним запреминама, омогућавајући многим становима да се отворе на велике терасе.
Године 1926, Бехренсу је наручио Енглез Венман Џозеф Басет-Лок да дизајнира породичну кућу у Нортемптону у Великој Британији. Кућа под називом 'Њу Вејс', правоугаоног облика са оштрим белим зидовима (са назубљеним парапетима), често се сматра вероватно првом модернистичком кућом у Британији и означава Беренсов заокрет ка модернизму нове објективности.
Године 1928, Беренс је победио на међународном конкурсу за изградњу Нове синагоге у Жилини у Словачкој, која је 2012–17. обновљена као културни центар. Исте године дизајнирао је реновирање робне куће Фелер-Стерн у центру Загреба, Краљевина Југославија, трансформишући је из сецесије у комплексну скоро Де Стајл модернистичку композицију. Његова вила на брду из 1931. за Клару Ганс, ћерку франкфуртског индустријалца Адолфа Ганса, била је слично сложена интеракција правоугаоних волумена, обложених каменом, што је леп пример нове објективности.
Године 1929, Беренс је позван на конкурс за пројектовање зграда око предложеног радикалног редизајнирања Александерплаца у Берлину, и иако је био други, његовом дизајну за зграде на југозападној страни новог трга дата је предност од стране накнадних инвеститора, а Александерхаус и Беролинахаус изграђени су до 1932. године.
Године 1929, Беренс је, у партнерству са бившим студентом Александром Попом, добио задатак да пројектује нову фабрику за аустријску државну фабрику дувана у Линцу, која је грађена током дугог периода, због економских услова, и коначно завршена 1935. године. Главна зграда има веома дугачку потпуно хоризонталну благо закривљену фасаду, Беренсов најупечатљивији дизајн у стилу нове објективности.
Године 1936, Беренс је напустио Беч да предаје архитектуру на Пруској академији уметности (сада Академија уметности) у Берлину, наводно уз посебно Хитлерово одобрење. Беренс је учествовао у Хитлеровим плановима за обнову Берлина са комисијом за ново седиште АЕГ-а на познатој планираној осовини север-југ Алберта Шпера. Шпер је известио да је његов избор Беренса за ову комисију одбио моћни Алфред Розенберг, али да је његову одлуку подржао Хитлер који се дивио Беренсовој амбасади у Санкт Петербургу.
Петар Беренс је умро у 72 године 27. фебруара 1940. у једној берлинској хотелској соби.

## Галерија
- Кућа Беренса, Матилденхохе у Дармштату, 1901
- Крематоријум Едуард Милер, Хаген-Делстерн, 1908
- Фабрика високог напона, AEG, Берлин-Моабит, 1909-10
- Фабрика великих мотора, AEG Берлин-Хумболтхejн, 1912
- Немачко посланство, Санкт Петербург, 1912
- Манесман-Хаус, Дизелдорф, 1912
- Пословна зграда, Унтер Захсенхаусен 37, Келн, 1914
- Канцеларије Континентала АГ, Хановер, 1912-14
- Национално аутомобилско друштво (NAG), Берлин, 1914-17
- Управна зграда Хехста, Франкфурт, 1921-24
- Хехстова административна зграда, Франкфурт, 1921-25
- Гутехофнунгшуте складиште, Оберхаузен, 1921-25
- Гробница Фридриха Еберта, 1925
- Колеџ Светог Бенедикта, Салцбург, 1926
- Робна кућа Фелер-Стерн, Трг бана Јелачића, Загреб, 1928
- Франц Домес Хоф, Беч, 1928-30
- Вила Ганс, Кронберг, 1931
- Синагога, Жилина, Словачка, 1929-31
- Александерхаус и Беролинхаус, Александерплац, Берлин, 1930-32
- Фабрика дувана, Линц, Аустрија, 1929-35
- Фабрика дувана, Линц, 1929-35
- Индустријско осветљење за АЕГ.